# 2934 Аристофан
2934 Аристофан (4006 P-L, 1971 OQ1, 1977 RM5, 1980 FC9, 2934 Aristophanes) — астероїд головного поясу, відкритий 25 вересня 1960 року.
Тіссеранів параметр щодо Юпітера — 3,181.